# Associazione Calcio Reggiana 1929-1930
Questa pagina raccoglie i dati riguardanti l'Associazione Calcio Reggiana nelle competizioni ufficiali della stagione 1929-1930.

## Stagione
Nella stagione 1929-1930 si disputa il primo campionato a girone unico di Serie B, e vede la Reggiana perdere la categoria, relegata in 16ª posizione. La Reggiana finisce così per retrocedere in due anni dalla massima serie alla terza serie, la futura serie C. E questo nonostante le buone prove dell'attaccante Raggio Montanari (sarà al Modena anche in serie A) e del nuovo acquisto Achille Gorla, ala destra. Il protagonista di questa sfortunata stagione è però Venuto Lombatti che firma 19 delle 45 reti granata.
L'inizio del torneo è deprimente, con le sconfitte patite con Legnano, Venezia, Atalanta e Spezia. Poi con la Pistoiese si vince per (4-1) e sembra l'inizio della riscossa, ma i successivi risultati non sollevano la Reggiana dalle ultime posizioni. Indicativo è l'(8-2) subito a Casale Monferrato cui seguirà nel ritorno la dèbacle di Novara con un emblematico (9-1), la squadra granata retrocede con Fiumana, Prato e Biellese.

## Organigramma societario
Area direttiva
- Presidente: Renato Bertolini

Area tecnica
- Allenatore: Severino Taddei

## Divise
| Prima divisa |

## Rosa
| N. |                   | Ruolo | Calciatore          |
| -- | ----------------- | ----- | ------------------- |
|    | Italia (bandiera) | P     | Giuseppe Baldi      |
|    | Italia (bandiera) | P     | Amedeo Ghiselli     |
|    | Italia (bandiera) | D     | Athos Alinovi       |
|    | Italia (bandiera) | D     | Aldo Bedogni        |
|    | Italia (bandiera) | D     | Giannetto Bezzecchi |
|    | Italia (bandiera) | D     | Alberto Boni        |
|    | Italia (bandiera) | D     | Umberto Cornetti    |
|    | Italia (bandiera) | D     | Fernando Ergelini   |
|    | Italia (bandiera) | D     | Carlo Vacondio      |
|    | Italia (bandiera) | D     | Ferruccio Valeriani |
|    | Italia (bandiera) | D     | Arnaldo Vighi       |
|    | Italia (bandiera) | C     | Leopoldo Bolognesi  |

| N. |                   | Ruolo | Calciatore        |
| -- | ----------------- | ----- | ----------------- |
|    | Italia (bandiera) | C     | Vittorio Leoni    |
|    | Italia (bandiera) | C     | Orlando Magini    |
|    | Italia (bandiera) | C     | Raggio Montanari  |
|    | Italia (bandiera) | C     | Francesco Pilati  |
|    | Italia (bandiera) | C     | Felice Romano     |
|    | Italia (bandiera) | A     | Pietro Bresciani  |
|    | Italia (bandiera) | A     | Sergio Ferrari    |
|    | Italia (bandiera) | A     | Giuseppe Frattini |
|    | Italia (bandiera) | A     | Primo Forni       |
|    | Italia (bandiera) | A     | Achille Gorla     |
|    | Italia (bandiera) | A     | Mario Guizzardi   |
|    | Italia (bandiera) | A     | Venuto Lombatti   |

## Calciomercato
| Acquisti | Acquisti          | Acquisti    | Acquisti   |
| R.       | Nome              | da          | Modalità   |
| -------- | ----------------- | ----------- | ---------- |
| D        | Athos Alinovi     | Enotria     | definitivo |
| D        | Fernando Ergelini | Vigor       | definitivo |
| A        | Primo Forni       | Persicetana | definitivo |
| A        | Giuseppe Frattini | Mirabello   | definitivo |
| P        | Amedeo Ghiselli   | Russi       | definitivo |
| A        | Achille Gorla     | Ravenna     | definitivo |
| C        | Vittorio Leoni    | Ariostea    | definitivo |
| A        | Venuto Lombatti   | Fornovo     | definitivo |
| C        | Francesco Pilati  | Faenza      | definitivo |
| D        | Carlo Vacondio    | Mirabello   | definitivo |

| Cessioni | Cessioni           | Cessioni    | Cessioni      |
| R.       | Nome               | a           | Modalità      |
| -------- | ------------------ | ----------- | ------------- |
| P        | Mario Angiolini    | Carpi       | definitivo    |
| D        | Renzo Bertani      | Novellara   | definitivo    |
| A        | Enzo Bertoli       | Fiorenzuola |               |
| C        | Salvatore Bindi    | Cremonese   | definitivo    |
| C        | Enrico Bottazzi    |             | fine carriera |
| A        | Ottorino Casanova  | Genova 1893 | definitivo    |
| C        | Wandrino Codeluppi | Pro Italia  | definitivo    |
| C        | Vivaldo Fornaciari | Roma        | definitivo    |
| P        | Rubens Franzini    | Guastalla   | definitivo    |
| C        | Orlando Magini     | Mirabello   | definitivo    |
| A        | Tito Mistrali      | Parma       | definitivo    |
| A        | Walter Verzelloni  | Guastalla   | definitivo    |

## Risultati

### Serie B

#### Girone d'andata
| Arbitro: | Asei (Domodossola) |

|  |           |                                 |
|  | Marcatori | 57’ Aliatis 66’ Rizzi 88’ Gabba |

| Arbitro: | Dall'Era (Brescia) |

|                |           |             |
| Giuge 50’, 64’ | Marcatori | 3’ Lombatti |

| Arbitro: | Tagliabue (Milano) |

|               |           |  |
| Simonetti 16’ | Marcatori |  |

| Arbitro: | Giulini (Milano) |

|               |           |                  |
| Bezzecchi 48’ | Marcatori | 22’, 80’ Rimoldi |

| Arbitro: | Brighenti (Trento) |

|                                            |           |                         |
| Lombatti 10’, 36’ Gorla 30’ S. Ferrari 57’ | Marcatori | 32’, 80’ (rig.) Bertini |

| Arbitro: | Casetta (Milano) |

|                                |           |  |
| Tommasi 50’ Patuzzi 81’ (rig.) | Marcatori |  |

| Arbitro: | Tagliabue (Milano) |

|             |           |  |
| Ferrari 15’ | Marcatori |  |

| Arbitro: | Tassinari (Firenze) |

|                                   |           |  |
| Costantino 25’, 48’ Recalcati 67’ | Marcatori |  |

| Arbitro: | Lerni (Torino) |

|                        |           |                               |
| Lombatti 44’ Gorla 75’ | Marcatori | 10’ A. Galli 48’ (aut.) Vighi |

| Arbitro: | Casartelli (Milano) |

|                                                                       |           |                   |
| Demarchi 8’, 44’, 63’ Mattea 48’, 67’ Marietti 55’ Patrucchi 80’, 84’ | Marcatori | 32’, 62’ Lombatti |

| Arbitro: | Dall'Era (Brescia) |

|                   |           |                       |
| Lombatti 15’, 72’ | Marcatori | 16’ Engel 80’ Fortina |

| Arbitro: | Barlassina (Novara) |

|                     |           |             |
| Cambiaso 16’ (aut.) | Marcatori | 11’ Fossati |

| Arbitro: | Cugnini (Ancona) |

|                 |           |              |
| Marini 21’, 88’ | Marcatori | 56’ Lombatti |

| Arbitro: | Lerni (Torino) |

|                            |           |  |
| R. Simonetti 16’, 26’, 89’ | Marcatori |  |

| Arbitro: | Caironi (Milano) |

|             |           |  |
| Bertoli 14’ | Marcatori |  |

| Arbitro: | Guarnieri (Milano) |

|                                                               |           |                            |
| Bresciani 2’, 77’ Lombatti 22’, 43’ Pilati 30’, 66’ Gorla 70’ | Marcatori | 12’ Pasquali 89’ Burattini |

| Arbitro: | R. Barlassina (Novara) |

|            |           |            |
| Rivolo 67’ | Marcatori | 33’ Pilati |

#### Girone di ritorno
| Arbitro: | Canetta (Alessandria) |

|                   |           |  |
| Ottolina 40’, 85’ | Marcatori |  |

| Arbitro: | Dall'Era (Brescia) |

|                                           |           |                    |
| Lombatti 5’, 62’ Pilati 16’ Bresciani 70’ | Marcatori | 21’ (rig.) Bianchi |

| Arbitro: | Galassi (Torino) |

|                 |           |            |
| Boni 32’ (rig.) | Marcatori | 14’ Buschi |

| Arbitro: | Turriti (Firenze) |

|                                  |           |  |
| Ghidoni 5’ Girino 70’ Papini 81’ | Marcatori |  |

| Arbitro: | Zelocchi (Modena) |

|                                    |           |  |
| Ferrero 24’, 79’ Civinini 40’, 88’ | Marcatori |  |

| Arbitro: | Bevilacqua (Viareggio) |

|                  |           |                      |
| Lombatti 8’, 15’ | Marcatori | 88’ (aut.) Bezzecchi |

| Arbitro: | Sassi (Roma) |

|                     |           |  |
| Greppi 72’ Tibi 50’ | Marcatori |  |

| Arbitro: | Giulini (Milano) |

|                                   |           |           |
| Montanari 4’ Gorla 12’ Pilati 69’ | Marcatori | 83’ Alice |

| Arbitro: | Rubinato (Venezia) |

|                                                                                        |           |           |
| Galli II 2’ Mariani 12’, 69’, 88’ Ravetta 14’ Versaldi 26’, 63’, 82’ Checco 42’ (rig.) | Marcatori | 63’ Gorla |

| Arbitro: | Gonani (Ravenna) |

|                         |           |                                             |
| Pilati 24’ Lombatti 82’ | Marcatori | 1’ Mattea 14’, 35’, 37’ Demarchi 58’ Boltri |

| Lecce 25 maggio 1930 28ª giornata | Lecce            | 0 – 0 | Reggiana | Stadio Achille Starace\| Arbitro: \| Cugnini (Ancona) \| |
| Arbitro:                          | Cugnini (Ancona) |       |          |                                                          |

| Arbitro: | Casartelli (Milano) |

|                       |           |              |
| Raggio 25’ Pescia 37’ | Marcatori | 57’ Lombatti |

| Arbitro: | Bellini (Padova) |

|                   |           |  |
| Lombatti 64’, 67’ | Marcatori |  |

| Arbitro: | Giulini (Milano) |

|                      |           |                                          |
| Bezzecchi 76’ (rig.) | Marcatori | 35’ Simonetti 56’ Baccilieri 74’ Molinis |

| Arbitro: | Guarnieri (Milano) |

|                         |           |                          |
| Lombatti 47’ Pilati 49’ | Marcatori | 44’ Mistrali 75’ Stocchi |

| Fiume 29 giugno 1930 33ª giornata | Fiumana | 0 – 2 A tav. | Reggiana | Stadio Cantrida |

| Arbitro: | Cugnini (Ancona) |

|               |           |                         |
| Montanari 33’ | Marcatori | 15’ Galluzzi 25’ Rivolo |

## Statistiche

### Statistiche di squadra
| Competizione | Punti | In casa | In casa | In casa | In casa | In casa | In casa | In trasferta | In trasferta | In trasferta | In trasferta | In trasferta | In trasferta | Totale | Totale | Totale | Totale | Totale | Totale | DR  |
| Competizione | Punti | G       | V       | N       | P       | Gf      | Gs      | G            | V            | N            | P            | Gf           | Gs           | G      | V      | N      | P      | Gf     | Gs     | DR  |
| ------------ | ----- | ------- | ------- | ------- | ------- | ------- | ------- | ------------ | ------------ | ------------ | ------------ | ------------ | ------------ | ------ | ------ | ------ | ------ | ------ | ------ | --- |
| Serie B      | 23    | 17      | 7       | 5       | 5       | 36      | 30      | 17           | 1            | 2            | 14           | 9            | 45           | 34     | 8      | 7      | 19     | 45     | 75     | -30 |
| Totale       | 23    | 17      | 7       | 5       | 5       | 36      | 30      | 17           | 1            | 2            | 14           | 9            | 45           | 34     | 8      | 7      | 19     | 45     | 75     | -30 |

### Statistiche dei giocatori
| Giocatore    | Serie B  | Serie B |
| Giocatore    | Presenze | Reti    |
| ------------ | -------- | ------- |
| A. Alinovi   | 1        | 0       |
| G. Baldi     | 11       | -27     |
| A. Bedogni   | 24       | 0       |
| G. Bezzecchi | 30       | 3       |
| A. Bolognesi | 11       | 0       |
| A. Boni      | 15       | 0       |
| P. Bresciani | 29       | 3       |
| U. Corsetti  | 2        | 0       |
| F. Ergellini | 9        | 0       |
| S. Ferrari   | 6        | 2       |
| P. Forni     | 5        | 0       |
| G. Frattini  | 3        | 0       |
| A. Ghiselli  | 22       | -48     |
| A. Gorla     | 29       | 5       |
| M. Guizzardi | 4        | 0       |
| V. Leoni     | 28       | 0       |
| V. Lombatti  | 33       | 20      |
| O. Magini    | 1        | 0       |
| R. Montanari | 20       | 2       |
| F. Pilati    | 27       | 7       |
| F. Romano    | 2        | 0       |
| C. Vacondio  | 2        | 0       |
| F. Valeriani | 16       | 0       |
| A. Vighi     | 33       | 0       |